# Biopsia al seno
Una biopsia al seno  è un esame diagnostico che viene solitamente eseguito dopo la scoperta di una lesione sospetta per mezzo di una mammografia o ecografia. Lo scopo di una biopsia cutanea è quello di ottenere del tessuto che interessa la lesione rilevata al fine di confermare o ipotizzare una corretta diagnosi. Esistono al giorno d'oggi diversi metodi per effettuare una biopsia mammaria. Il metodo di biopsia più appropriato per un paziente dipende da diversi di fattori, tra cui le dimensioni, la posizione, l'aspetto e le caratteristiche della lesione.
I diversi tipi di biopsie mammarie includono: l'aspirazione con ago sottile (FNA), la biopsia vacuum aided, la biopsia con ago centrale e la biopsia escissionale chirurgica. Le biopsie mammarie possono essere eseguite utilizzando ultrasuoni, MRI o un dispositivo detto "Mammotome", nel caso di una biopsia con imaging stereotassico. Le biopsie vaacum aided vengono in genere eseguite utilizzando tecniche stereotassiche quando la lesione sospetta può essere vista soltanto tramite mammografia. In media, per avere certezza di diagnosi di un caso di cancro al seno possono servire dalle cinque alle dieci biopsie di una lesione mammaria sospetta. Le agobiopsie hanno ampiamente sostituito quelle chirurgiche aperte per quanto riguarda la fase iniziale di imaging e nella valutazione delle anomalie palpabili al seno.

## Indicazioni
Una biopsia al tessuto mammario potrebbe essere indicato in caso di:.
- Un'area sospetta rilevata in seguito a una mammografia o in seguito ad un'ecografia.[9] Ad esempio:
  - Microcalcificazioni rilevate durante una risonanza magnetica.[10]
  - Punteggio BI-RADS di 4 o 5 su mammografia, ecografia o risonanza magnetica.[11]
- Un nodulo dalla consistenza sospetta, ovverosia duro e palpabile[9]
- Cambiamenti della pelle e presenza di lesioni cutanee (desquamazione, fossette)[9]
- Secrezione anomala dal capezzolo[7][9]

## Biopsia con agospirato sottile
La FNA è una procedura percutanea che utilizza un ago sottile insieme ad una siringa per campionare il fluido aspirato da una cisti mammaria o per rimuovere diversi citotipi da una massa solida rilevata precedentemente. Viene utilizzata principalmente per distinguere la natura della lesione rilevata con esami diagnostici precedenti discriminando tra cisti e massa. Se il contenuto aspirato non è simile a una cisti, è necessario prelevare un campione di tessuto per valutare meglio la massa. L'aspirazione con ago sottile è uno degli strumenti diagnostici iniziali più comunemente utilizzati per lesioni sospette. La FNA di solito si serve di un ago calibro 22 o 27 per aspirare il fluido libero e le cellule. La procedura può essere eseguita in regime ambulatoriale e non è molto dolorosa. Tuttavia, in diverse situazioni (fino al 30% dei casi secondo alcuni studi), i vetrini patologici ottenuti dall'aspirazione delle lesioni mammarie possono portare a risultati inconcludenti, rendendo necessaria la necessità di ulteriori test. L'FNA può essere eseguita per aspirare il contenuto di una ciste, il che può alleviare qualsiasi dolore causato dalla ciste, oppure può essere utilizzata per aspirare una lesione sospetta insieme alla citologia (analisi cellulare). Se si aspira il contenuto di una ciste, l'aspirato di solito non viene inviato per la citologia a meno che non sia sanguinolento. Se la cisti non è rilevabile al tatto, può essere individuata utilizzando l'ecografia, la risonanza magnetica o la mammografia stereotassica. Il tempo di recupero da un FNA ambulatoriale è minimo.